# Aloe alooides
Aloe alooides (Bolus) Druten es una especie del género Aloe, perteneciente a la familia Asphodelaceae.

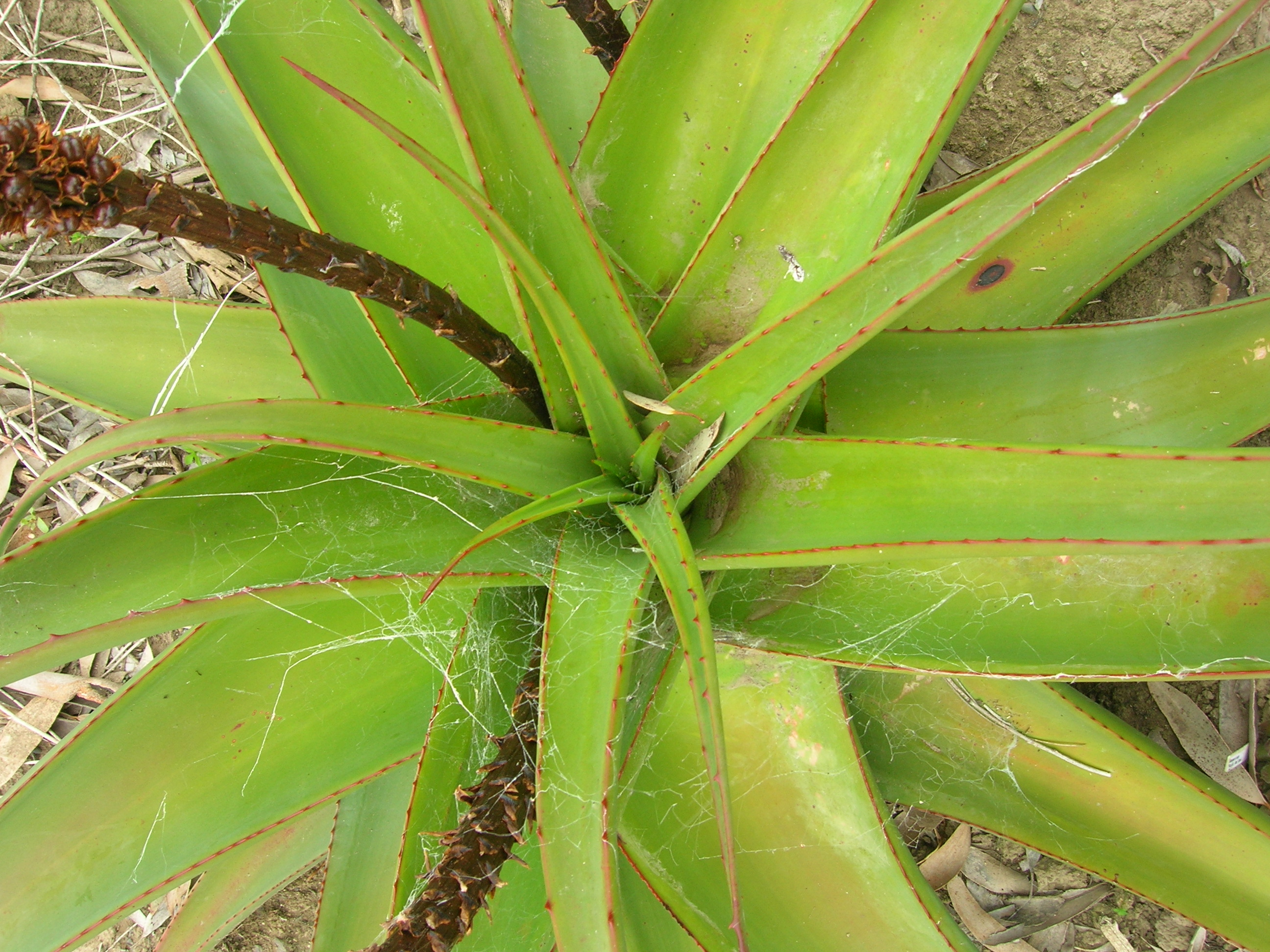
Detalle de la planta

## Descripción
Aloe alooides puede confundirse con Aloe thraskii que tiene hojas similares. Aloe thraskii es una especie costera que tiene una inflorescencia que es ramificada con muchos racimos. Aloe spicata también puede confundirse con Aloe alooides pero tiene formas que son macizas con tallo corto.
Originalmente Aloe alooides se colocó en el género Urginea porque se pensó  que se asemejaba a un Aloe. La  denominación «alooides» significa «parecidas al aloe».
Tiene un solitario tallo que puede alcanzar una altura de hasta 2 metros, la parte superior está cubierta con hojas secas por la edad.  Las hojas son de color verde y pueden tener un tinte rojizo en tiempos de sequía, son amplias y muy recurvadas, hasta tal punto que puede llegar a tocar el tallo. Las hojas de superficie son lisas y los márgenes de la hoja están armados con pequeños dientes.
La inflorescencia es simple, pero  hasta cinco podrá producir una sola planta, es larga y delgada, con numerosas flores pequeñas que son envasados herméticamente en el racimo.  Las flores son muy pequeñas, de hasta 10 mm de longitud, son sin tallo y en forma de campana,  de color amarillo con el estilo y estambres sobresaliendo de la boca de la flor. La floración se produce en los meses invernales de julio y agosto.

## Distribución y hábitat
Su hábitat natural son zonas de  Sudáfrica. Aloe alooides se puede encontrar en suelos someros de dolomita y crestas en las áreas montañosas de Mpumalanga.

## Taxonomía
Aloe alooides fue descrita por (Bolus) Druten y publicado en Bothalia 6: 544. 1956.
Etimología
Ver: Aloe
alooides: epíteto latino  que significa "parecidas al aloe".
Sinonimia
- Urginea alooides Bolus, J. Linn. Soc., Bot. 18: 395 (1881).
- Notosceptrum alooides (Bolus) Benth. in G.Bentham & J.D.Hooker, Gen. Pl. 3: 775 (1883).
- Aloe recurvifolia Groenew., Tijdschr. Natuurk. Wetensch. Kunsten 13: 39 (1935).[3][4]